# 塞巴斯蒂昂莱阿尔
塞巴斯蒂昂莱阿尔（葡萄牙語：Sebastião Leal）是巴西皮奥伊州的一个市镇。总面积3111.103平方公里，总人口4065人，人口密度1.3人/平方公里。